# Carsoli
Carsoli ist eine italienische Gemeinde (comune) mit 4974 Einwohnern (Stand 31. Dezember 2023) in der Provinz L’Aquila in den Abruzzen. In Carsoli besteht mit dem Riserva naturale speciale delle Grotte di Pietrasecca ein besonders geschütztes Höhlensystem.

## Geographie
Die Gemeinde liegt etwa 38,5 Kilometer südwestlich von L’Aquila und etwa 53 Kilometer ostnordöstlich von Rom. Carsoli grenzt an die Provinz Rieti und die Metropolitanstadt Rom. Zum Gemeindegebiet gehören die Ortsteile Colli di Monte Bove, Montesabinese, Pietrasecca, Poggio Cinolfo, Tufo (Basso und Alto) di Carsoli, Villetta und Villa Romana.

## Geschichte
Durch die Lage an der Via Valeria kam dem Ort schon früh eine gewisse Bedeutung zu. Auch in der Historia Langobardorum wird der Ort als Carseoli erwähnt.

## Sehenswürdigkeiten

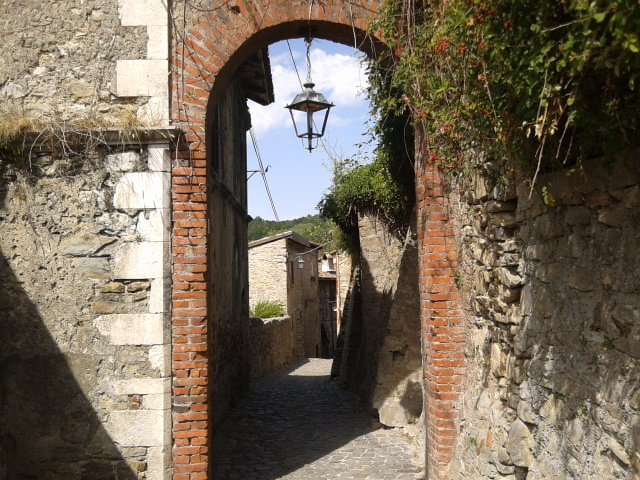
Porta di Colle S.Angelo
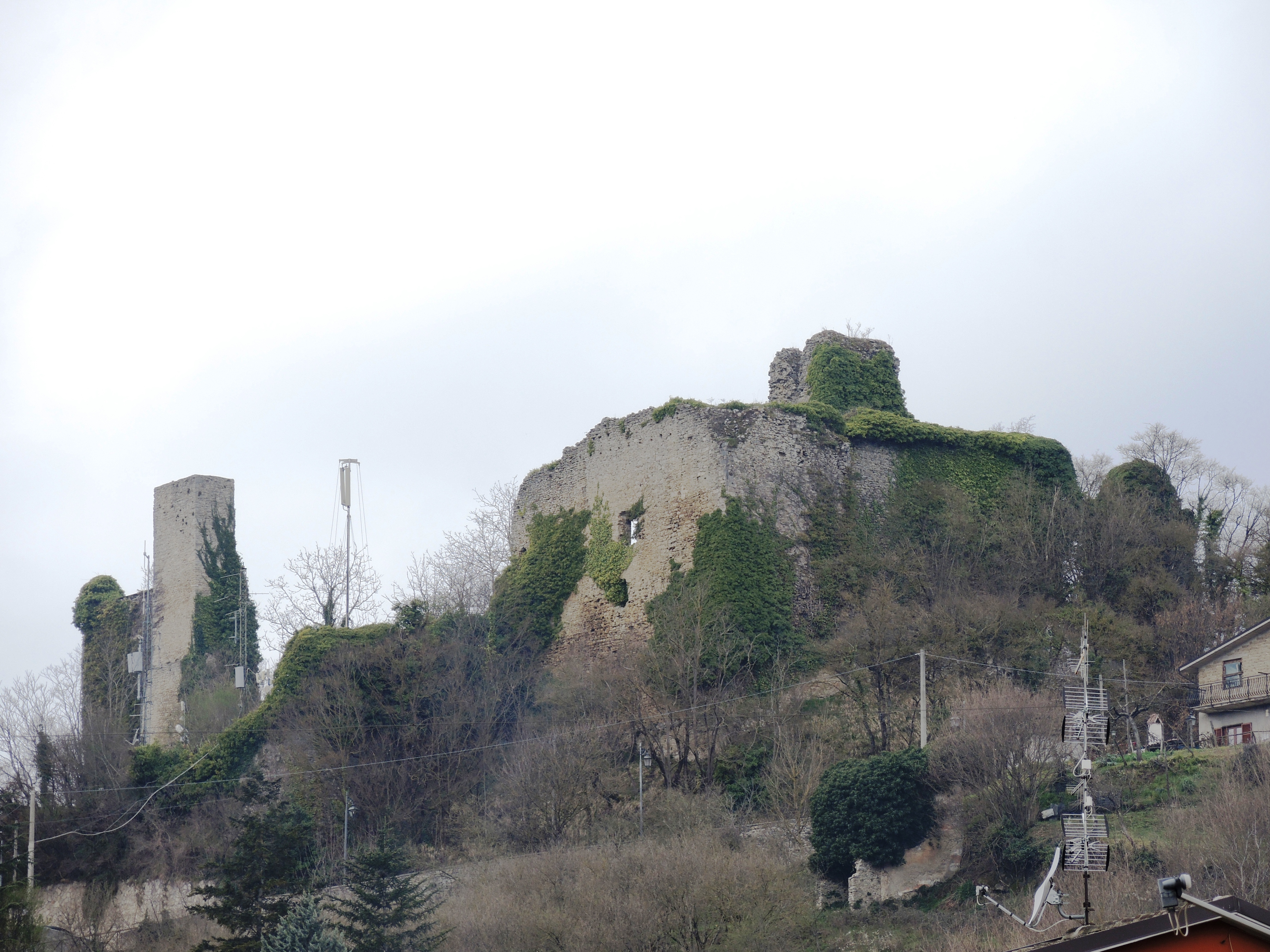
Castello di Sant’Angelo
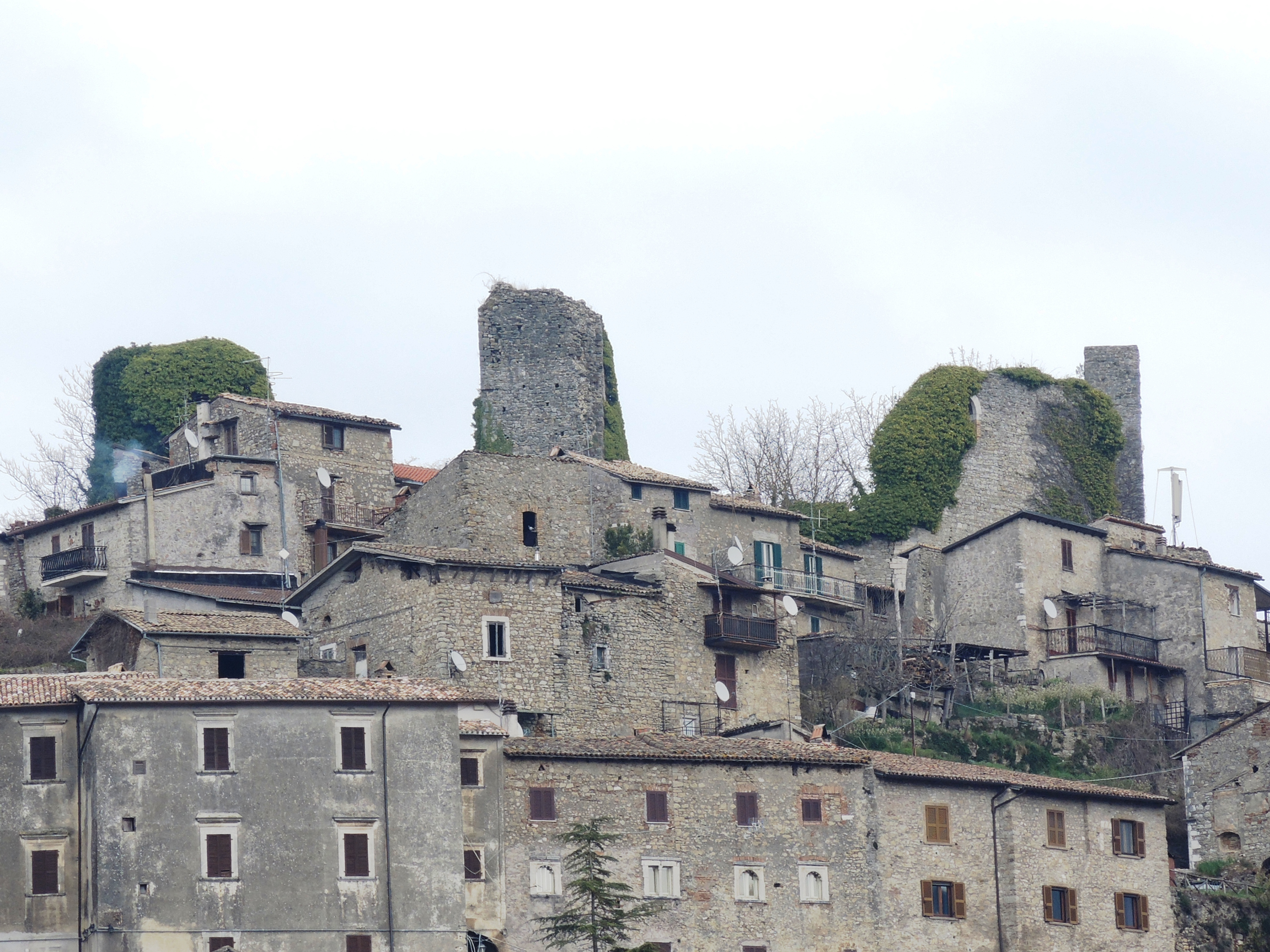
Ruine der Burg über der Altstadt
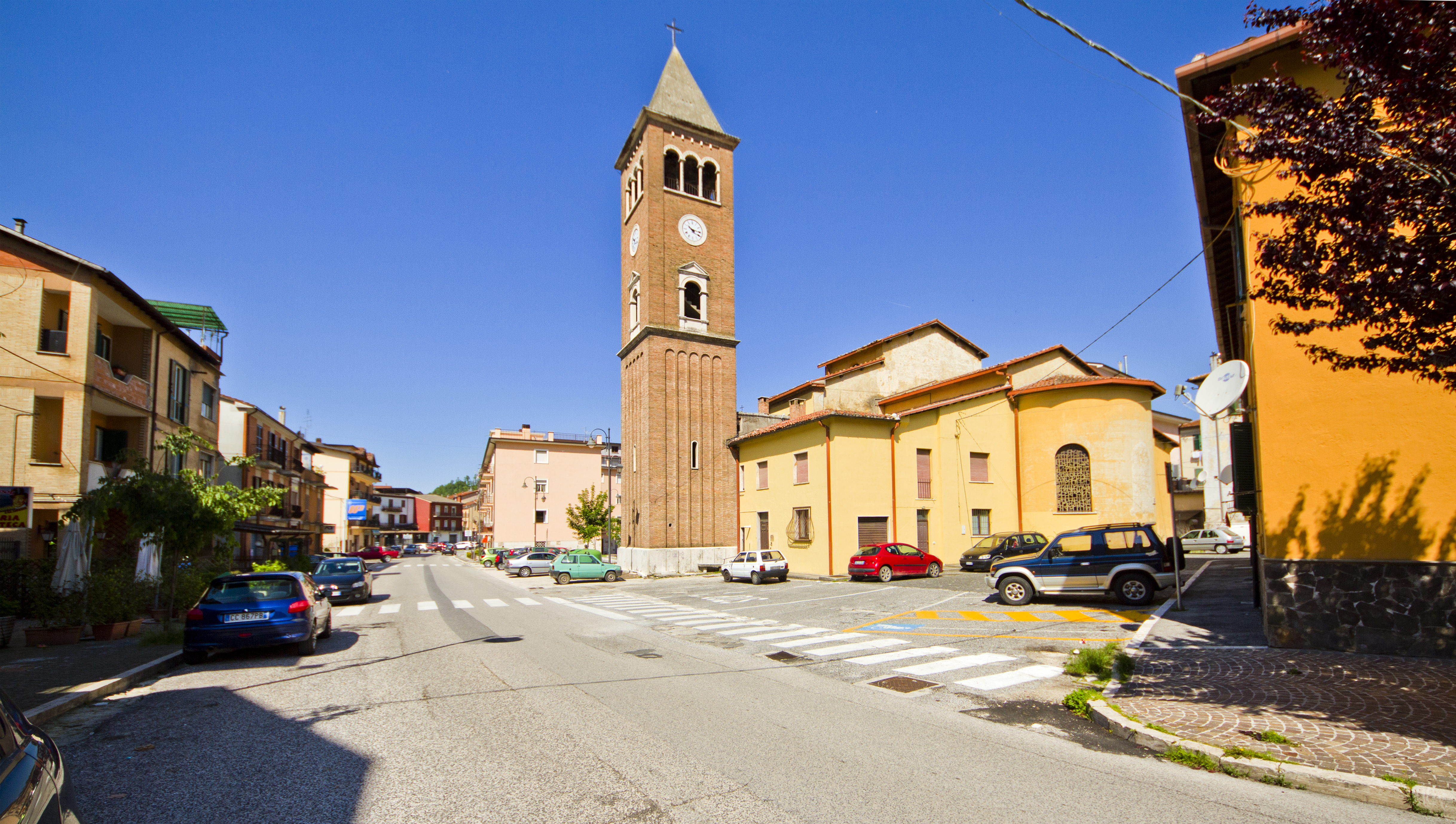
Campanile der Chiesa S.Vittoria
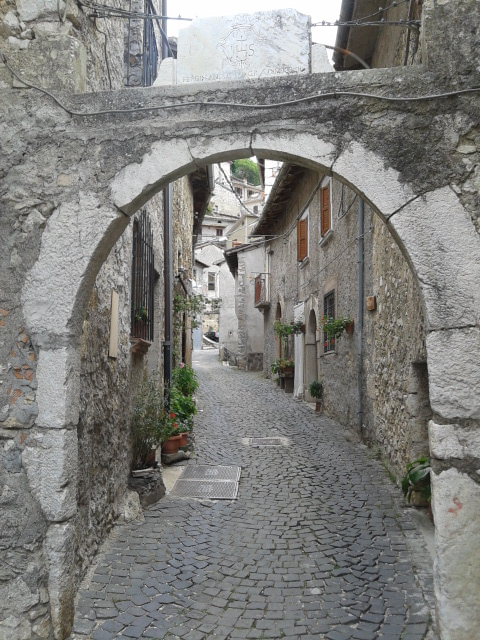
Tor in Colli di Monte Bove
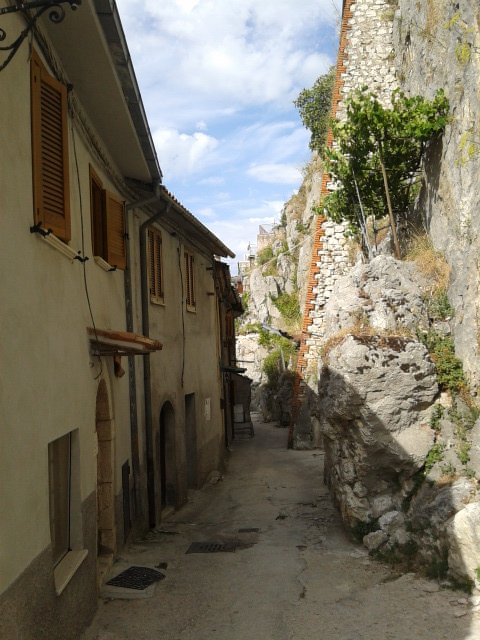
Gasse in Pietrasecca
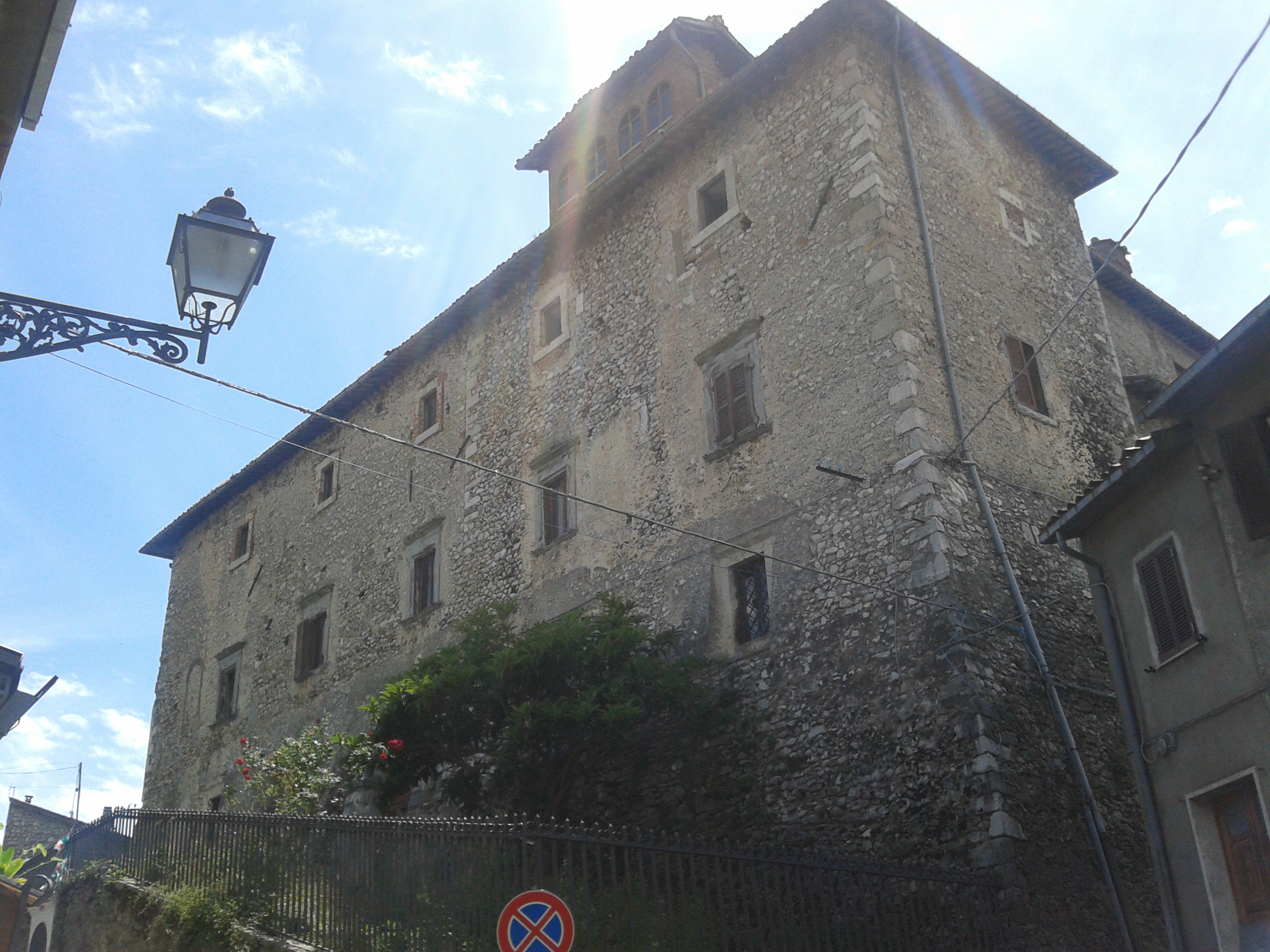
Palazzo in Poggio Cinolfo

## Verkehr
Carsoli liegt an der Autobahn A24 von Rom nach L’Aquila und weiter Richtung Teramo und Adriatisches Meer. Parallel dazu führt die Strada Statale 5 Via Tiburtina Valeria von Rom kommend nach Avezzano.
An der Bahnstrecke Rom-Sulmona-Pescara bestehen in Carsoli und im Ortsteil Colli di Monte Bove Bahnhöfe. Bei Carsoli befindet sich ein kleiner Flugplatz (Aviosuperficie) für die Allgemeine Luftfahrt.